# Killbuck Creek (Walhonding River)
Der Killbuck Creek ist ein 132 km langer Nebenfluss des Walhonding River im Nordosten des US-Bundesstaats Ohio. Das Wasser des Flusses mit einem Einzugsgebiet von 1.588 km² gelangt über den Walhonding, Muskingum und Ohio River zum Mississippi. 35 % des Einzugsgebiets besteht aus Wald, gefolgt von Ackerland mit 29 % und Viehweiden mit 22 %, während rund 10 % bebaut sind.
Der Killbuck Creek entspringt im nördlichen Wayne County, fließt zunächst südwärts und schwenkt dann nach Südwesten ins Medina County. Nachdem er die Stadt Burbank passiert hat, biegt er abermals nach Süden und fließt mäandrierend durch die Countys Holmes und Coshocton, um schließlich die Mündung in den Walhonding River etwa 8 km westlich der Stadt Coshocton zu erreichen. Auf seinem Weg nach Süden berührt er die Orte Wooster im Wayne County und Holmesville, Millersburg und Killbuck im Holmes County.
Der Name des Flusses stammt vom Delaware-Häuptling Killbuck oder Gelelemend, der im 18. Jahrhundert zeitweilig in dieser Gegend gelebt hat. Seit 1963 heißt der Fluss offiziell Killbuck Creek laut dem United States Board on Geographic Names. Zuvor nannte man ihn auch Killbuck Run, Killbucks Creek, Kilbuck River oder ähnliche Schreibweisen.